# Liste des évêques et archevêques d'Owerri
Liste des évêques et archevêques d'Owerri
(Archidioecesis Overriensis)
Le vicariat apostolique nigérian d'Owerri a été créé le 12 février 1948 par détachement de celui d'Onitsha-Owerri.
Il est érigé en évêché d'Owerri le 18 avril 1950, puis en archevêché le 26 mars 1994.

## Est d'abord vicaire apostolique
- 12 février 1948-18 avril 1950 : Joseph Whelan (Joseph Brendan Whelan)

## Puis sont évêques
- 18 avril 1950-25 juin 1970 : Joseph Whelan (Joseph Brendan Whelan), promu évêque.
- 25 juin 1970-1er juillet 1993 : Mark Unegbu (Mark Onwuha Unegbu)
- 1er juillet 1993-26 mars 1994 : Anthony Obinna (Anthony John Valentine Obinna)

## Enfin sont archevêques
- 26 mars 1994-6 mars 2022 : Anthony Obinna (Anthony John Valentine Obinna), promu archevêque.
- depuis le 6 mars 2022 : Lucius Ugorji (Lucius Iwejuru Ugorji).

## Sources
- L'ANNUAIRE PONTIFICAL, sur le site http://www.catholic-hierarchy.org, à la page